# František Poláček
František Poláček (20. ledna 1940 – 11. listopadu 2017 Mnichov) byl československý boxer.
Bydlel v Brně v Merhautově ulici a závodil za místní Zbrojovku. V roce 1968 emigroval do Západního Německa do Mnichova.
Na amatérském mistrovství Evropy v roce 1963 získal bronzovou medaili. Na mistrovství Evropy v roce 1965 nepostoupil do čtvrtfinále. Na dalším mistrovství v roce 1967 závodil v kategorii nad 81 kg, ale také nepostoupil do čtvrtfinále. V roce 1964 se zúčastnil olympijských her v Tokiu, kde skončil na pátém místě.
Poslední roky žil v pečovatelském domově v Mnichově.